# Гжимултовский, Кшиштоф
Кшиштоф Гжимултовский (ок. 1620 — май 1687) — государственный деятель Речи Посполитой, подкоморий калишский (1650—1656), каштелян познанский (1656—1679), воевода познанский (1679—1687), польский дипломат, писатель и оратор.

## Биография
Представитель великопольского шляхетского рода Гжимултовских герба Нечуя. Сын каштеляна сродского Станислава Гжимултовского и Катарины Лещинской.
Учился в школе в Познани, а с 1635 года продолжил образование в иезуитском колледже во французском Доле. В 1648 году впервые был избран послом на сейм. Начиная с 1652 года, непрерывно избирался послом. В 1654 году Кшиштоф Гжимултовский был избран маршалком сейма, часто принимал участие в работе нескольких комитетов. В 1650 году получил должность подкомория калишского. Во время Шведского потопа (1655—1660) сохранял верность польскому королю Яну II Казимиру Вазе. В 1656 году был назначен каштеляном познанским. В 1665 году Кшиштоф Гжимултовский присоединился к рокошу Ежи Себастьяна Любомирского против королевской власти, позднее был сторонником профранцузской партии при дворе и поддерживал тесные контакты с курфюрстом бранденбургским.
В 1668 году после отречения от трона Яна II Казимира Кшиштоф Гжимултовский поддерживал кандидатуру французского принца Великого Конде. За интриги против нового польского короля Михаила Корибута Вишневецкого в 1670 году был отдан сеймом под суд. Будучи сторонником Яна Собеского, в 1679 году получил от него должность воеводы познанского и стал сенатором Речи Посполитой. В 1680-х годах Кшиштоф Гжимултовский руководил великопольской оппозицией с прогабсбургской ориентацией.
В 1660 году каштелян познанский Кшиштоф Гжимултовский участвовал в заключении Оливского мирного договора со Швецией, а в 1686 году возглавлял польско-литовское посольство в Москву, где подписал договор о вечном мире с Русским государством.
Был дважды женат. Его первой женой была Барбара Оссовская. В 1660 году вторично женился на Александре Сесилии Лещинской, дочери подканцлера коронного Богуслава Лещинского (1612—1659) и Анны Денгоф (1620/1622-1651/1657).